# Villa Sant'Antonio
Villa Sant'Antonio est une commune italienne de la province d'Oristano, dans la région Sardaigne.
À deux kilomètres au nord du village se dressent les menhirs Tuttiricchiu et Curru Tundu.

## Administration
| Période                                  | Période | Identité | Étiquette | Qualité |
| ---------------------------------------- | ------- | -------- | --------- | ------- |
|                                          |         |          |           |         |
| Les données manquantes sont à compléter. |         |          |           |         |

### Communes limitrophes
Albagiara, Assolo, Asuni, Mogorella, Ruinas, Senis.